# Miroslav Paleček
Miroslav Paleček (* 12. listopadu 1945 Motyčín, dnes část Kladna) je český folkový písničkář, zpěvák a kytarista.
Proslavil se ve dvojici s Michaelem Janíkem, s nímž se seznámil na soutěži Talent 1967. Současně s jinými folkaři své generace (J. Hutka, V. Merta aj.) začali veřejně vystupovat na pražském Karlově mostě, pak se se svými písněmi stali pravidelnými účinkujícími v divadle Semafor – v proslulých Návštěvních dnech Šimka a Grossmanna se zpočátku střídali s Karlem Krylem. Jako duo Paleček & Janík začali už na konci 60. let vydávat desky, zpočátku hlavně singly. V některých písních je posílila semaforská zpěvačka a jejich kamarádka Zuzana Burianová. Jejich melodicky vytříbený, poetický styl a křehké dvojhlasy někteří kritici přirovnávali ke dvojici Simon & Garfunkel. Písně skládali společně i samostatně, Janík psal ve větší míře texty a Paleček zase hudbu.
Jeho písně nazpívali i jiní umělci, např. Viktor Sodoma, Valérie Čižmárová, Jana Robbová.
V 90. letech navázal Paleček spolupráci také s Ivem Jahelkou, se kterým nahrál album Tenisová akademie. Od roku 2005 vydává sólová alba, např. desku písní Osvobozeného divadla Ježkárny.

## Výběr hitů
- Hele, lidi – první hit Palečka a Janíka
- Dej mi pusu
- Harmonikář
- Hruška
- Mexiko
- Navěky tu přeci nejsi
- Parta snů
- Petřínská rozhledna
- Plavovlásce
- Prodavač limonád
- Sbohem Slovensko
- Slušovická romance
- Úsměv
- Valčíček
- XY

## Diskografie

### Sólová
- 2005 Každej je nějakej
- 2015 Ježkárny (písně Ježka, Voskovce a Wericha)
- 2020 Písně domova – Pocta Jaroslavu Seifertovi (zhudebněné Seifertovy básně)

### Paleček & Janík

#### Singly a EP
- soukromé album prvních 6 společných písní
- 1969 Hele, lidi / Hruška (Supraphon)
- 1969 Pendlovky / Nejhrejte se na nóbl
- 1969 Podívám se sám / Stavebnice
- 1971 Plavovlásce / XY
- 1972 Říkejte mi Sníh / Obrázek
- 1973 Inkoust / Vypůjčený kůň
- 1974 Úsměv / Hájovna
- 1975 Kabaret / Parta snů
- 1985 Čínský restaurant / Období dospívání (Panton)
- 1985 Slušovická romance / Ješita

#### Řadová LP
- 1971 Paleček & Janík (Supraphon, 12 písní)
- 1983 Kukátko (jako „Paleček – Janík – Zuzana“; Panton, 15 písní)
- 1992 Na československém rozvodu (2 CD, Carmen)
- 1994 Písničky jako z prdu kuličky pro naše dětičky, mamičky a tatíčky[3]
- 1994 Czech Made (Monitor-EMI)
- 2005 ... Poslední tažení (Agentura Ogar)

#### Kompilace
- 1991 18x (Primus)
- 1993 The Best of Paleček & Janík, Hele lidi (Supraphon)
- 2007 Hele lidi... (2 CD, 40 písní)

### Jiné spolupráce a kompilace
- 1976 Staré pověsti české (píseň „Staletí voní šafránem“; + Jiří Helekal, Petr Janda, Jiří Korn, Václav Neckář, Luboš Pospíšil, Petr Rezek, Petr Spálený, Zuzana Stirská, Oldřich Veselý)
- 1978 Povídky Šimka a Grossmanna (Šimek & Grossmann)
- 1999 Tenisová akademie (+ Ivo Jahelka; Venkow Records)
- 2005 Písně legend (+ Wabi Daněk, Ivan Hlas, Roman Horký, Petr Janda, Slávek Janoušek, Vladimír Mišík, Vlasta Redl, Pavel Váně)[4]